# Staines-upon-Thames
Staines-upon-Thames (tidigare: Staines) är en stad i grevskapet Surrey i sydöstra England. Staden är huvudort i distriktet Spelthorne och ligger cirka 28 kilometer sydväst om centrala London. Den är belägen vid floden Themsen. Tätorten (built-up area) hade 21 335 invånare vid folkräkningen år 2021.
Staines-upon-Thames nämndes i Domedagsboken (Domesday Book) år 1086, och kallades då Stanes. Staden tillhör den delen av Middlesex som blev en del av Surrey år 1965.